# Don't Ask, Don't Tell (ER)
Don't Ask, Don't Tell is de derde aflevering van het derde seizoen van de televisieserie ER, die voor het eerst werd uitgezonden op 10 oktober 1996.

## Verhaal
Het personeel van County General maakt kennis met nieuwe collega’s van het Soutside Hospital, waaronder dr. Maggie Doyle en dr. Abby Keaton. Dr. Keaton is een kinderchirurg en dr. Benton besluit haar te vragen of hij lid kan worden van haar team. 
Om de doktoren gemotiveerd te houden heeft dr. Anspaugh een plan bedacht, de dokter die de meeste patiënten behandelt krijgt een prijs en de dokter die het minst wegwerkt moet zijn auto in de was zetten. Dr. Greene krijgt de eer om de auto in de was te zetten omdat hij de hele dag met een patiënt bezig is geweest. 
Dr. Greene wordt overdonderd door Dr. Lewis, zij vraagt hem per ongeluk mee op vakantie naar Hawaï. Na goed nadenken en veel twijfels besluit hij het aanbod af te slaan, dit tot opluchting van Dr. Lewis die spijt heeft van de vraag.
Dr. Carter maakt geen goede beurt bij Dr. Anspaugh nadat hij een diagnose overdrijft bij een patiënt om zo een operatiekamer te krijgen. Ondertussen hoort Dr. Carter dat zijn appartement helemaal uitgebrand is en dus nu dakloos is.
Boulet blijft bij haar beslissing om haar hiv besmetting geheim te houden, Dr. Weaver vermoedt wel iets maar kan niets bewijzen.

## Rolverdeling

### Hoofdrol
- Anthony Edwards - Dr. Mark Greene
- George Clooney - Dr. Doug Ross
- Noah Wyle - Dr. John Carter
- Eriq La Salle - Dr. Peter Benton
- Sherry Stringfield - Dr. Susan Lewis
- Laura Innes - Dr. Kerry Weaver
- Omar Epps - Dr. Dennis Gant
- John Aylward - Dr. Donald Anspaugh
- Jorja Fox - Dr. Maggie Doyle
- Glenne Headly - Dr. Abby Keaton
- Gloria Reuben - Jeanie Boulet
- Julianna Margulies - verpleegster Carol Hathaway
- Yvette Freeman - verpleegster Haleh Adams
- Ellen Crawford - verpleegster Lydia Wright
- Deezer D - verpleger Malik McGrath
- Lily Mariye - verpleegster Lily Jarvik
- Conni Marie Brazelton - verpleegster Connie Oligario
- Abraham Benrubi - Jerry Markovic
- Emily Wagner - ambulancemedewerker Doris Pickman

### Gastrol
- Lawrence Tierney - Jack Johnson
- John Diehl - zoon van Jack Johnson
- Sara Rue - Jane
- Eileen Brennan - Betty
- Elizabeth Barondes - Heather
- George Murdock - Mr. Sidowski
- Dennis Fimple - Dante
- Josie Kim - verpleegster Hodges
- Sandra Kinder - Judith

en vele andere